# Luca di Tommè
Luca di Tommè (* ca. 1330 in Siena; † nach 1389 ebenda) war ein italienischer Maler, der im Stil der Schule von Siena malte.

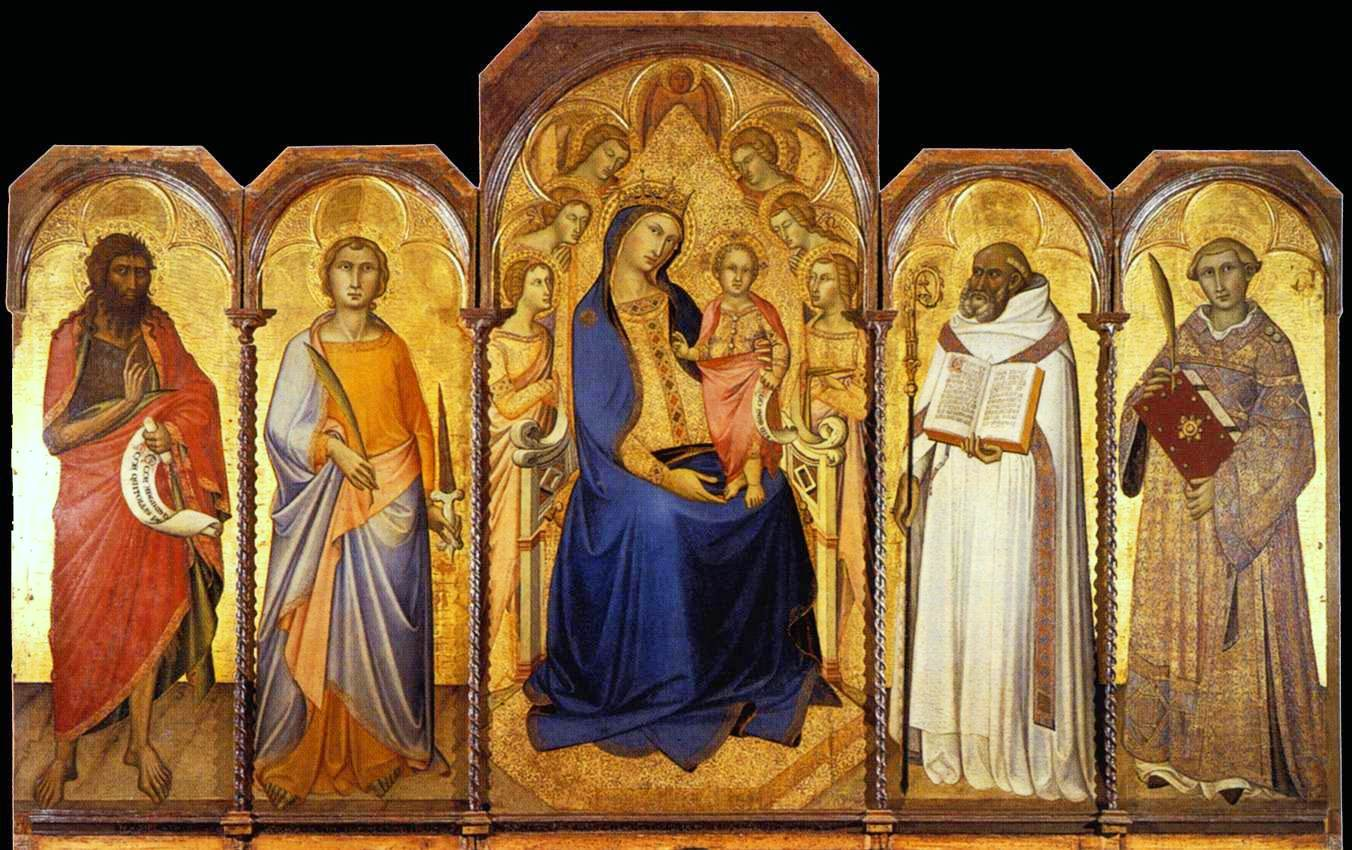
Madonna col Bambino e quattro santi (1262), Pinacoteca Nazionale, Siena

## Leben
Luca di Tommè wurde um 1330 in Siena geboren und war von 1355 bis 1389 als Maler aktiv. Neben seiner Malertätigkeit war er auch in der seneser Politik tätig. Hier gehörte er 1373 dem Rat der Stadt (Consiglio maggiore della Repubblica di Siena) an. Seine Ausbildung als Maler erhielt er wahrscheinlich in der Werkstatt der Brüder Ambrogio und Pietro Lorenzetti sowie in der des Niccolò di ser Sozzo (* in Siena; † ca. 1363 ebenda), mit dem er um 1362 auch Werke zusammen gestaltete und firmierte. Weiteren Einfluss auf sein Werk hatte zudem Simone Martini. Erstmals dokumentiert wurde er 1356, als er sich in die Malerzunft (Ruolo dei Pittori und Breve dell’arte de’ pittori senesi) von Siena einschrieb. Um 1357/58 arbeitete er mit Cristofano di Stefano an der Fassade des Dom von Siena. Ein Dokument aus dem Jahr 1362 dokumentiert die Zusammenarbeit mit Bartolomeo Bulgarini und Jacopo di Mino del Pellicciaio bei Arbeiten an der Maestà von Duccio di Buoninsegna. Um 1370 wirkte er in Umbrien, wo er in der Chiesa parrocchiale in Forsivo (Ortsteil von Norcia) das Gemälde Madonna col Bambino e santi hinterließ (befindet sich heute in der Galleria nazionale dell’Umbria in Perugia, Saal 4). 1374 arbeitete er im Dom von Orvieto, kehrte aber bereits nach weniger als einem Jahr im August 1375 nach Siena zurück. Hier heiratete er Emilia Giacomino (auch als Miglia del fu Giacomino benannt). Seine künstlerischen Tätigkeiten der Jahre 1375 bis 1388 sind weitgehend unbekannt, allerdings erscheint er 1389 wieder im Breve dell’arte de’ pittori senesi. Im selben Jahr gestaltete er mit Bartolo di Fredi und dessen Sohn Andrea di Bartolo Tafelbilder im Dom von Siena. Spätere Werke sind nicht dokumentiert. Sein Todesort wird mit Siena angegeben, genauere Daten sind nicht bekannt.

## Werke (Auswahl)
- Buonconvento, Museo di arte sacra della Val d’Arbia: Madonna col Bambino e due angioletti (stammt aus der Pieve di Sant’Innocenza a Piana, Holzgemälde, 80 × 53 cm)[2]
- Gaiole in Chianti, Chiesa di San Pietro in Avenano: Madonna tra i Santi Vincenzo, Pietro, Paolo e Lorenzo (befindet sich heute in der Pinacoteca Nazionale di Siena)
- Lucignano, Museo Comunale: Madonna col Bambino e santi
- Mercatello sul Metauro (PU), Museo di San Francesco: Madonna in trono col Bambino
- Montepulciano, Convento di San Francesco: Crocifissione (befindet sich heute im Museo civico des Ortes, um 1360 entstanden[3])
- Murlo, Chiesa di San Biagio a Filetta: Sposalizio mistico di Santa Caterina d’Alessandria coi Santi Biagio e Bartolomeo (befindet sich heute im Museo d’Arte Sacra della Val d’Arbia in Buonconvento.)
- Pisa, Museo nazionale di San Matteo: Crocifissione (1366)
- Rieti, Museo Civico: Madonna col Bambino e Santi (Saal 2, 1370 entstanden[4])
- Roccalbegna, Oratorio del Santissimo Crocifisso (heute Museum von Roccalbegna): Croce
- Seggiano (Ortsteil Pescina), Chiesa di San Lorenzo Martire: Madonna col Bambino
- Siena, Chiesa di San Pietro a Ovile: San Pietro
- Siena, Chiesa di Santo Spirito: Crocifisso (zugeschrieben)
- Siena, Museo delle Biccherne, Staatsarchiv Siena: Circoncisione (1357 entstanden)
- Siena, Oratorio del Nome di Gesù (Contradenkirche der Contrada Bruco): Madonna e Figlio (auch Madonna della Disciplina Maggiore genannt, 1370 entstanden[5])
- Siena, Palazzo Pubblico, Sala dei Pilastri: Annunciazione con Gesù benedicente (mit Niccolò di ser Sozzo)
- Siena, Pinacoteca Nazionale (alle Saal 5):
  - Gesù in casa del fariseo
  - Madonna col Bambino, angeli e santi (mit Niccolò di ser Sozzo)
  - Madanna col Bambino e quattro santi (1362)
  - Predica e martirio di San Paolo
  - San Giovanni Battista, Giacobbe, Isaia, Santa Caterina d’Alessandria
  - Sant’Anna Metterza (1367)
- Siena, Santa Maria della Scala: Fresken der Sakristei der Compagnia di Santa Maria sotto le Volte
- Sovicille, Monastero della Santissima Trinità e Santa Mustiola a Torri (Pieve di Santa Mustiola): Madonna col Bambino
- Sovicille, Pieve di San Giovanni Battista a Pernina: Madonna col Bambino (befindet sich heute im Museo civico e d’arte sacra in Colle di Val d’Elsa)
- Sovicille, Villa Budini Gattai, Cappella dei SS. Filippo e Giacomo alle Segalaie: Madonna con Bambino in trono e santi